# Tyler Seguin
Tyler Paul Seguin (* 31. Januar 1992 in Brampton, Ontario) ist ein kanadischer Eishockeyspieler, der seit Juli 2013 bei den Dallas Stars in der National Hockey League unter Vertrag steht. Zuvor verbrachte der Center drei Jahre bei den Boston Bruins, die ihn im NHL Entry Draft 2010 an zweiter Position ausgewählt hatten und mit denen er in den Playoffs 2011 den Stanley Cup gewann. Zudem errang er mit der kanadischen Nationalmannschaft die Goldmedaille bei der Weltmeisterschaft 2015.

## Karriere

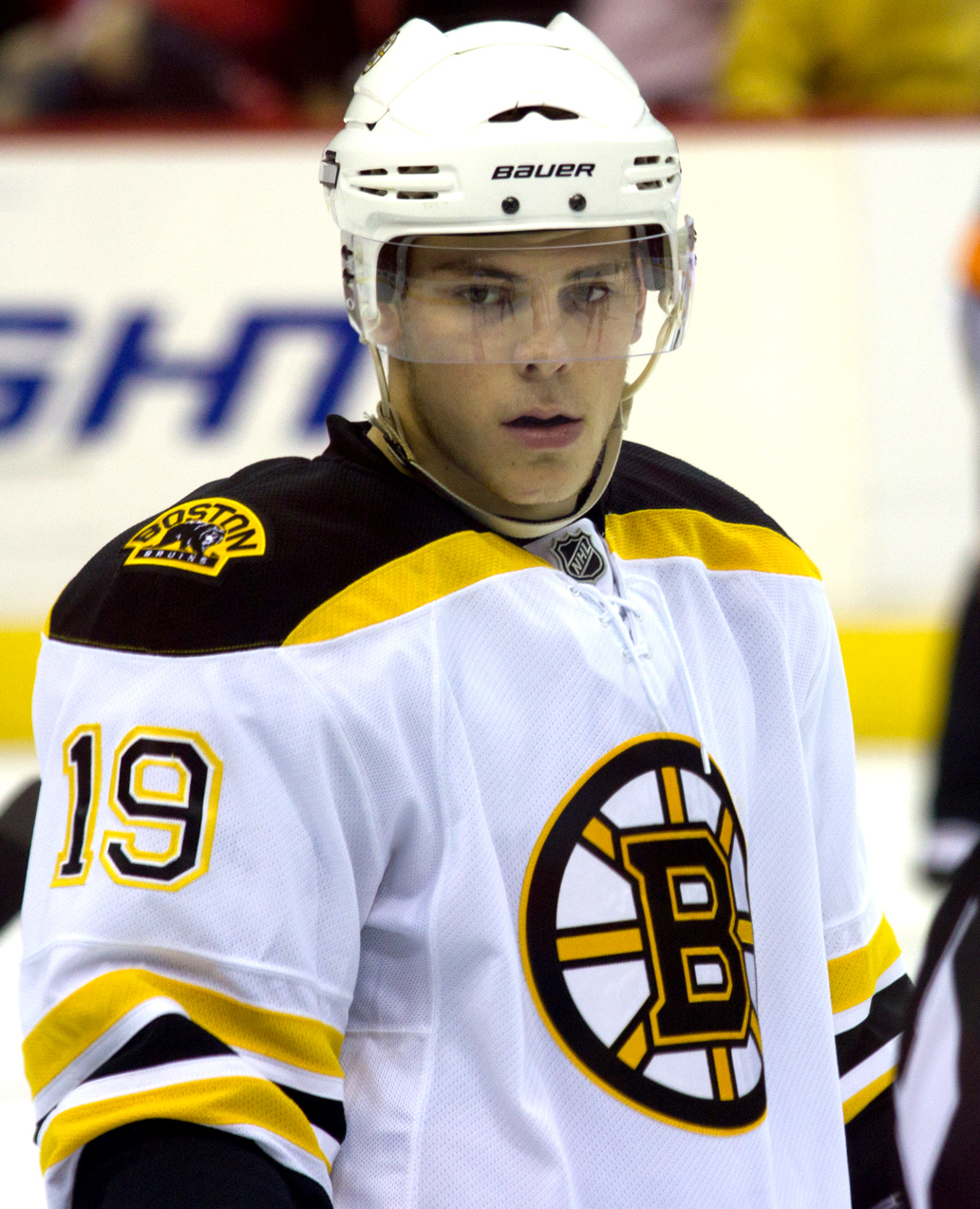
Seguin im Trikot der Bruins (2011)

Tyler Seguin wurde 2008 als Gesamtneunter beim OHL Priority Selection Draft von den Plymouth Whalers gewählt. In der Spielzeit 2008/09 spielte er seine erste Saison für das Team. Nach anfänglichen Schwierigkeiten mit nur einem Tor in den ersten 17 Spielen und einem Trainerwechsel blühte Seguin auf und erzielte 58 Punkte in den verbleibenden 41 Spielen.
In seine zweite Saison in der Ontario Hockey League startete Seguin famos, er erzielte 36 Punkte nach nur 18 Spielen. Aufgrund dessen wurde er vom NHL Central Scouting Service im November 2009 auf Platz eins für den NHL Entry Draft 2010 gesetzt. Tatsächlich wurde er dann im Sommer hinter Taylor Hall als Gesamtzweiter von den Boston Bruins gewählt. Mit Hall teilte er sich auch die Eddie Powers Memorial Trophy als bester Scorer der regulären Saison, beide erreichten 106 Punkte. Zusätzlich erhielt er nach der Saison die Red Tilson Trophy als wertvollster Spieler der regulären Saison.
Am 9. Oktober 2010 debütierte Seguin in der National Hockey League für die Bruins gegen die Phoenix Coyotes. Einen Tag später erzielte er sein erstes Tor in der NHL beim neuerlichen Aufeinandertreffen mit den Coyotes. Am Ende seiner Rookie-Saison gewann er mit dem Team in den Playoffs 2011 direkt den Stanley Cup.
Für die Dauer des NHL-Lockouts in der Saison 2012/13 wurde der Stürmer im September 2012 vom Schweizer Club EHC Biel verpflichtet. Da ein Ende des Lockouts in Sicht war, verließ er Ende 2012 die Schweiz wieder. Im Juli 2013 wurde er gemeinsam mit Rich Peverley und Ryan Button im Austausch für Loui Eriksson, Joe Morrow, Reilly Smith und Matt Fraser zu den Dallas Stars transferiert.
Im Trikot der Stars erreichte der Angreifer in der Spielzeit 2017/18 erstmals die Marke von 40 Toren. Anschließend unterzeichnete er im September 2018 einen neuen Achtjahresvertrag in Dallas, der ihm mit Beginn der Saison 2019/20 ein durchschnittliches Jahresgehalt von 9,85 Millionen US-Dollar einbringen soll. Mit dem Team erreichte er im Rahmen der Playoffs 2020 sein zweites Stanley-Cup-Finale, unterlag dort jedoch den Tampa Bay Lightning mit 2:4. Die Folgesaison 2020/21 verpasste er anschließend fast komplett aufgrund einer Hüftverletzung.
International

Seguin vertrat sein Heimatland bei der World U-17 Hockey Challenge 2009 in Kanada. Er erzielte elf Punkte und war damit zweitbester Scorer des Turniers. Zudem bestritt er im gleichen Jahr das Ivan Hlinka Memorial Tournament.
Bei der Weltmeisterschaft 2015 gewann er mit der Nationalmannschaft die Goldmedaille, wobei er mit neun Treffern bester Torschütze wurde.

## Erfolge und Auszeichnungen
| - 2009 OHL First All-Rookie-Team - 2010 Teilnahme am CHL Top Prospects Game - 2010 OHL-Spieler des Monats Januar - 2010 Eddie Powers Memorial Trophy (gemeinsam mit Taylor Hall) - 2010 Red Tilson Trophy - 2010 Teilnahme am OHL All-Star-Game - 2010 OHL First All-Star-Team - 2010 CHL Top Draft Prospect Award - 2011 Teilnahme an der NHL All-Star-Game SuperSkills Competition | - 2011 Stanley-Cup-Gewinn mit den Boston Bruins - 2012 Teilnahme am NHL All-Star-Game - 2012 Spengler-Cup-Gewinn mit dem Team Canada - 2015 Teilnahme am NHL All-Star Game - 2016 Teilnahme am NHL All-Star Game - 2017 Teilnahme am NHL All-Star Game - 2018 Teilnahme am NHL All-Star Game - 2020 Teilnahme am NHL All-Star Game |

International
- 2009 Goldmedaille bei der World U-17 Hockey Challenge
- 2009 Goldmedaille beim Ivan Hlinka Memorial Tournament
- 2015 Goldmedaille bei der Weltmeisterschaft
- 2015 Bester Torschütze der Weltmeisterschaft

## Karrierestatistik
Stand: Ende der Saison 2024/25
International

Vertrat Kanada bei:
- World U-17 Hockey Challenge 2009
- Ivan Hlinka Memorial Tournament 2009
- Weltmeisterschaft 2015

(Legende zur Spielerstatistik: Sp oder GP = absolvierte Spiele; T oder G = erzielte Tore; V oder A = erzielte Assists; Pkt oder Pts = erzielte Scorerpunkte; SM oder PIM = erhaltene Strafminuten; +/− = Plus/Minus-Bilanz; PP = erzielte Überzahltore; SH = erzielte Unterzahltore; GW = erzielte Siegtore; 1 Play-downs/Relegation; Kursiv: Statistik nicht vollständig)